# Николай Чирипов
Николай Желязков Чирипов е български съдия и прокурор, генерал-майор.

## Биография
Роден е на 13 април 1949 г. в Ямбол. От 1975 г. е военен следовател във Варненската окръжна военна прокуратура. През 1979 г. е военен съдия към Плевенския военен съд. По-късно преминава последователно през длъжностите старши член-съдия, заместник-председател и председател на съда. В периода 1986 – 1990 г. е старши военен съдебен инспектор в Министерството на правосъдието. В края на 1990 г. (или от 1992) е избран за заместник-председател на Върховния съд и председател на Военната колегия в него. След закриването ѝ в края на 1998 остава съдия във Върховния касационен съд. Освен това е бил председател на Висшия съдебен съвет и началник-отдел „Общ надзор“ във Върховната касационна прокуратура. От 1994 г. е генерал-майор. Освободен е от кадрова военна служба през 1998 г. По това време е прокурор във Върховна административна прокуратура.
Чирипов е съдията, произнесъл единствената осъдителна присъда срещу бивш генерал от Държавна сигурност – тази срещу последния шеф на Първо главно управление на Държавна сигурност (разузнаването) Владимир Тодоров за унищожаването на досиетата на Георги Марков. Председател е на съдебния състав по процеса за лагерите.
Умира на 5 януари 2011 г. в София.